# Solemyoidea
Super-famille
Synonymes
- voir paragraphe #Synonymes

Les Solemyoidea sont une super-famille de mollusques bivalves.

## Synonymes
- Cryptodonta Neumayr, 1884[1]

## Liste des familles et genres
Selon World Register of Marine Species (16 décembre 2018) :
- famille Clinopisthidae Pojeta, 1988 †
- famille Ctenodontidae Wöhrmann, 1893 †
- famille Ovatoconchidae Carter, 2011 †
- famille Solemyidae Gray, 1840